# Back in the Game
Back in the Game (Originaltitel Trouble with the Curve) ist ein US-amerikanisches Filmdrama des Regisseurs Robert Lorenz aus dem Jahr 2012 mit Clint Eastwood und Amy Adams in den Hauptrollen.

## Handlung
Der alternde Baseball-Scout Gus Lobel gerät beruflich langsam ins Hintertreffen. Wie in seinem bisherigen Berufsleben liest er immer noch die Spielergebnisse in der Zeitung und schaut sich die Spieler auf dem Feld an. Anders als die anderen Talentscouts benutzt er für seine Arbeit keinen Computer oder statistische Auswertungen. Gus leidet an Makuladegeneration und bekommt daher zunehmend Probleme mit seiner Sehkraft. Seinen Vorgesetzten sagt er davon jedoch nichts. Unabhängig davon planen diese jedoch, seinen demnächst auslaufenden Vertrag nicht zu verlängern.
Seine Tochter Mickey Lobel steht kurz davor, Partnerin in der Anwaltskanzlei zu werden, für die sie seit sieben Jahren tätig ist. Nachdem sie früh ihre Mutter verloren hatte, war sie in ihrer Kindheit eine Zeitlang mit ihrem Vater unterwegs und hat so viel über Baseball gelernt. Pete Klein, ein Freund und Kollege ihres Vaters, bittet sie, ihren Vater zu besuchen, da er sich Sorgen um ihn macht. Von Gus’ Arzt erfährt Mickey schließlich von den Augenproblemen ihres Vaters und fährt zu ihm. Gus will jedoch nicht über seine Krankheit sprechen und Mickey geht wieder.
Für seinen Arbeitgeber soll sich Gus einen talentierten jungen Spieler bei einigen seiner Spiele anschauen. Da sich Mickey weiterhin Sorgen um ihren Vater macht, nimmt sie sich einige Tage frei und fährt erneut zu ihrem Vater, um ihm bei seiner Spielersichtung zu helfen. Am Spielfeldrand treffen sie auf Johnny Flanagan, der ebenfalls als Talentscout junge Baseballspieler für ein anderes Team sichtet. Bis zu einer Armverletzung war Johnny selbst ein aussichtsreicher Spieler, der von Gus entdeckt wurde. Johnny bittet Mickey, mit ihm essen zu gehen, sie lehnt jedoch ab. Einige Tage später kann Gus seine Tochter dennoch dazu drängen, mit Johnny etwas trinken zu gehen. In den nächsten Tagen kommen sich die beiden langsam näher und bei einem nächtlichen Bad im See küssen sich die beiden schließlich.
Aufgrund seiner großen Erfahrung hört Gus, dass der junge Spieler mit einer bestimmten Art von Bällen Probleme hat. Mickey kann den Verdacht ihres Vaters bestätigen. Gus empfiehlt seinem Team daher, kein Angebot zur Verpflichtung dieses Spielers abzugeben. Gus berichtet auch Johnny von den Problemen des jungen Spielers, der seinem Team daraufhin ebenfalls empfiehlt, auf diesen Spieler zu verzichten. Da Gus’ Team, die Atlanta Braves, entgegen seiner Empfehlung dennoch den jungen Spieler verpflichtet, fühlt sich Johnny von Gus und Mickey hintergangen.
Da Mickey seit einigen Tagen nicht im Büro war, wird ihr ein wichtiger Fall entzogen. Damit ist auch ihre Berufung zum Partner gefährdet. Sie beginnt daraufhin, an ihrer Karriere als Anwältin zu zweifeln.
Zwischen Mickey und ihrem Vater kommt es zum Streit, da sich Mickey von ihrem Vater nach dem Tod ihrer Mutter vernachlässigt gefühlt hat. Gus wollte seine Tochter jedoch nicht länger der Unsicherheit seines Lebens aussetzen und er befürchtete, sie nicht beschützen zu können. Er hatte Mickey daher in ihrer Kindheit für ein Jahr bei ihrer Tante gelassen und später ins Internat geschickt. Gus verlässt aufgrund des Streits das Hotel, in dem die beiden wohnen.
Durch Zufall entdeckt Mickey einen talentierten jungen Werfer, der jedoch in keiner Mannschaft spielt. Sie kann Pete Klein dazu überreden, sich ihn anzusehen. Bei der anschließenden Vorführung im Stadion deckt der junge Werfer die Schwächen des soeben verpflichteten Spielers auf und die Vorgesetzten von Gus werden sich ihres Irrtums bewusst. Sie bieten Gus daraufhin an, seinen Vertrag zu verlängern. Er hat sich jedoch bereits entschieden, dieses Angebot nicht anzunehmen. Mickey will ihre Karriere als Anwältin beenden, um als Managerin für den jungen Werfer zu arbeiten. Als Gus und Mickey das Stadion verlassen, wartet davor Johnny auf die beiden.

## Veröffentlichung
Der Film lief ab dem 21. September 2012 in den amerikanischen Kinos. In Deutschland startete der Film am 29. November 2012 in den Kinos. Am 30. März 2013 wurde der Film auf DVD und Blu-ray veröffentlicht.
An den Kinokassen spielte der Film weltweit ca. 49 Mio. US-Dollar ein. Davon allein 12 Mio. US-Dollar am großangelegten Eröffnungswochenende und insgesamt 36 Mio. US-Dollar in den USA.

## Kritik
„Eindrucksvoll, mit welcher Entschiedenheit Clint Eastwood das Kino als moralische Anstalt auffasst, bestürzend mitunter, mit welch abgestandenen Mitteln das hier durchgezogen wird. Die Dramaturgie stammt aus dem Puschenfernsehen, die übertriebene Mimik aus der Sitcom-Ästhetik, die Nebenrollen aus dem Figurenregal der 1960er-Jahre.“

„[...] das im besten Sinne altmodische Vater-Tochter-Drama ‚Back in the Game‘ ist auch ein Film ganz im Geiste der Regie-Werke des Altmeisters: Es wird mit viel Ruhe erzählt, der Fokus liegt auf den Figuren und ihren Beziehungen. Das nutzt vor allem die wunderbare Amy Adams (...) als Eastwoods Filmtochter zu einer eindrucksvollen Darbietung.“

„Was ist wohl einschläfernder: ein Baseballspiel oder dieser Film? Clint Eastwood hatte sich ja schon in den schauspielerischen Ruhestand verabschiedet. Warum er für diese nichtssagende Rolle zurückkam, wird wohl ähnlich rätselhaft bleiben wie sein peinlicher Auftritt beim Parteitag der Republikaner.“

„Anrührende Mischung aus Sportfilm und Familiendrama mit markant, mitunter überdeutlich gezeichneten Charakteren. Clint Eastwood spielt einmal mehr einen alt gewordenen Mann, der die Veränderungen seiner Welt nur ungern zur Kenntnis nimmt und es trotz körperlicher Versehrtheit noch einmal wissen will.“

„Fürs Filmdebüt seines langjährigen Regieassistenten Robert Lorenz kam Eastwood noch mal aus dem Schauspielruhestand zurück. Heraus kam zwar kein großer Wurf, aber ein angenehm altmodisches Sportler- und Familiendrama, das ganz nebenbei ehrlich die Nachteile des Älterwerdens beleuchtet.“

## Wissenswertes
Back in the Game ist der erste Auftritt Clint Eastwoods als Schauspieler seit 2008 im Film Gran Torino und der erste Film seit In the Line of Fire – Die zweite Chance von 1993, bei dem er als Schauspieler auftritt, aber nicht auch Regie führt.
In den USA wurde diskutiert, ob der kontrovers aufgenommene Auftritt Eastwoods auf dem Parteitag der Republikaner dem Erfolg des Films schaden könnte.